# Państwowy Rejestr Muzeów
Państwowy Rejestr Muzeów – rejestr publiczny wybranych muzeów w Polsce prowadzony przez Ministerstwo Kultury i Dziedzictwa Narodowego na podstawie ustawy o muzeach z 1996; rejestr prowadzony jest dla muzeów gromadzących zbiory o wyjątkowym znaczeniu dla dziedzictwa kultury i spełniających wysokie kryterium działalności merytorycznej; muzeum wpisane do rejestru uzyskuje numer rejestracyjny i uprawnione jest do używania nazwy „muzeum rejestrowane”; rejestr prowadzony jest od 1998. 
Minister Kultury i Dziedzictwa Narodowego zwołuje zjazdy delegatów muzeów rejestrowanych; zjazd wyłania spośród delegatów 11 członków do składu Rady do Spraw Muzeów, która składa się z 21 członków; kadencja Rady do Spraw Muzeów trwa 3 lata.
Muzeum spełniające warunki określone w ustawie musi realizować określone cele, na przykład katalogować i naukowo opracowywać zgromadzone muzealia, przechowywać je w warunkach zapewniających im bezpieczeństwo, zabezpieczać i konserwować zbiory, urządzać wystawy, organizować i prowadzić badania i ekspedycje naukowe. Bardzo ważne jest także przekonanie organu decyzyjnego o tym, że muzealia są skarbem nie tylko dla mieszkańców danej miejscowości czy regionu, ale dla całego kraju.
Wykaz muzeów rejestrowanych:
1. Zamek Królewski w Warszawie
2. Muzeum Narodowe w Krakowie
3. Muzeum Zamoyskich w Kozłówce
4. Muzeum Żup Krakowskich Wieliczka
5. Muzeum Historii Polskiego Ruchu Ludowego w Warszawie
6. Muzeum Łowiectwa i Jeździectwa w Warszawie
7. Muzeum Niepodległości w Warszawie
8. Muzeum Oręża Polskiego w Kołobrzegu
9. Muzeum Ziemi Lubuskiej w Zielonej Górze
10. Państwowe Muzeum Archeologiczne w Warszawie
11. Muzeum Okręgowe w Rzeszowie
12. Muzeum Narodowe w Warszawie
13. Państwowe Muzeum Etnograficzne w Warszawie
14. Państwowe Muzeum na Majdanku
15. Państwowe Muzeum Gross-Rosen w Rogoźnicy
16. Zamek Królewski na Wawelu – Państwowe Zbiory Sztuki w Krakowie
17. Muzeum Zamkowe w Malborku
18. Muzeum Łazienki Królewskie – Zespół Pałacowo-Ogrodowy w Warszawie
19. Państwowe Muzeum Zamkowe w Pszczynie
20. Muzeum Archeologiczne Środkowego Nadodrza w Zielonej Górze z siedzibą w Świdnicy
21. Muzeum Etnograficzne w Zielonej Górze z siedzibą w Ochli
22. Lubuskie Muzeum Wojskowe z siedzibą w Drzonowie
23. Muzeum Pomorza Środkowego w Słupsku
24. Centralne Muzeum Jeńców Wojennych w Łambinowicach-Opolu
25. Państwowe Muzeum Auschwitz-Birkenau w Oświęcimiu
26. Muzeum Początków Państwa Polskiego w Gnieźnie
27. Zamek Górków w Szamotułach
28. Muzeum Ziemi Kujawskiej i Dobrzyńskiej we Włocławku
29. Muzeum Pałacu Króla Jana III w Wilanowie
30. Muzeum Stutthof w Sztutowie
31. Muzeum Narodowe Rolnictwa i Przemysłu Rolno-Spożywczego w Szreniawie
32. Muzeum Kolejnictwa w Warszawie
33. Muzeum Sportu i Turystyki w Warszawie
34. Muzeum Okręgowe w Toruniu
35. Muzeum Południowego Podlasia w Białej Podlaskiej
36. Muzeum Karkonoskie w Jeleniej Górze
37. Muzeum Nadwiślańskie w Kazimierzu Dolnym
38. Muzeum Okręgowe Ziemi Kaliskiej w Kaliszu
39. Muzeum Ziemi Chełmskiej im. Wiktora Ambroziewicza w Chełmie
40. Muzeum w Międzyrzeczu Wielkopolskim
41. Muzeum Lubuskie im. Jana Dekerta w Gorzowie Wielkopolskim
42. Muzeum Szlachty Mazowieckiej w Ciechanowie
43. Muzeum Rolnictwa im. ks. Krzysztofa Kluka w Ciechanowcu
44. Muzeum Archeologiczne i Etnograficzne w Łodzi
45. Muzeum Historii Przemysłu w Opatówku
46. Muzeum Okręgowe im. Stanisława Staszica w Pile
47. Muzeum Archeologiczne w Poznaniu
48. Muzeum Zamek w Łańcucie
49. Muzeum Narodowe w Lublinie
50. Muzeum Śląska Opolskiego w Opolu
51. Muzeum Wsi Opolskiej w Opolu
52. Muzeum Azji i Pacyfiku w Warszawie
53. Muzeum Sztuki w Łodzi
54. Muzeum Pierwszych Piastów na Lednicy
55. Muzeum w Grudziądzu
56. Muzeum Wsi Kieleckiej w Kielcach
57. Narodowe Muzeum Morskie w Gdańsku
58. Muzeum Wojska Polskiego w Warszawie
59. Muzeum Ludowych Instrumentów Muzycznych w Szydłowcu
60. Muzeum w Łowiczu
61. Muzeum Zamkowe w Sandomierzu
62. Muzeum Narodowe w Kielcach
63. Muzeum Literatury im. Adama Mickiewicza w Warszawie
64. Muzeum Mazowsza Zachodniego w Żyrardowie
65. Muzeum Kaszubskie im. Franciszka Tredera w Kartuzach
66. Muzeum Warszawy
67. Muzeum Wsi Lubelskiej w Lublinie
68. Muzeum Historyczno-Archeologiczne w Ostrowcu Świętokrzyskim
69. Muzeum Ziemi Kłodzkiej w Kłodzku
70. Prywatne Muzeum Motoryzacji i Techniki w Otrębusach
71. Kaszubski Park Etnograficzny we Wdzydzach
72. Muzeum Ziemi Tarnowskiej w Tarnowie
73. Muzeum w Wałbrzychu
74. Muzeum Podlaskie w Białymstoku
75. Muzeum Podkarpackie w Krośnie
76. Muzeum Narodowe w Gdańsku
77. Muzeum Ziemi Wieluńskiej w Wieluniu
78. Muzeum im. Zofii i Wacława Nałkowskich w Wołominie
79. Muzeum Mazowieckie w Płocku
80. Muzeum Narodowe w Poznaniu
81. Muzeum Powstania Warszawskiego
82. Muzeum Etnograficzne im. Marii Znamierowskiej-Prüfferowej w Toruniu
83. Muzeum Regionalne w Stalowej Woli
84. Muzeum Historyczne Miasta Krakowa
85. Muzeum Budownictwa Ludowego w Sanoku
86. Muzeum Śląskie w Katowicach
87. Muzeum Ziemi Puckiej im. Floriana Ceynowy w Pucku
88. Muzeum Piśmiennictwa i Muzyki Kaszubsko-Pomorskiej w Wejherowie
89. Muzeum Warmii i Mazur w Olsztynie
90. Muzeum Archeologiczne w Krakowie
91. Muzeum Lotnictwa Polskiego w Krakowie
92. Muzeum Ziemi Sądeckiej
93. Muzeum Tatrzańskie im. dra Tytusa Chałubińskiego w Zakopanem
94. Muzeum Etnograficzne im. Seweryna Udzieli w Krakowie
95. Muzeum-Zamek w Oporowie
96. Muzeum Narodowe Ziemi Przemyskiej w Przemyślu
97. Muzeum Archeologiczno-Historyczne w Głogowie
98. Muzeum Okręgowe w Lesznie
99. Muzeum Budownictwa Ludowego w Olsztynku
100. Muzeum w Koszalinie
101. Muzeum Okręgowe im. Leona Wyczółkowskiego w Bydgoszczy
102. Muzeum Mikołaja Kopernika we Fromborku
103. Muzeum Kultury Ludowej w Kolbuszowej
104. Nadwiślański Park Etnograficzny w Wygiełzowie i Zamek Lipowiec
105. Muzeum Narodowe w Szczecinie
106. Orawski Park Etnograficzny w Zubrzycy Górnej
107. Muzeum Historyczno-Etnograficzne im. Juliana Rydzkowskiego w Chojnicach
108. Muzeum II Wojny Światowej w Gdańsku
109. Muzeum Północno-Mazowieckie w Łomży
110. Muzeum Uniwersytetu Jagiellońskiego
111. Muzeum Zachodniokaszubskie w Bytowie
112. Muzeum Kultury Ludowej w Węgorzewie
113. Muzeum Narodowe we Wrocławiu
114. Muzeum Zamojskie w Zamościu
115. Muzeum Papiernictwa w Dusznikach Zdroju
116. Centralne Muzeum Włókiennictwa w Łodzi
117. Muzeum Architektury we Wrocławiu
118. Muzeum Sztuki i Techniki Japońskiej „Manggha”
119. Muzeum Wsi Mazowieckiej w Sierpcu
120. Muzeum Historii Fotografii im. Walerego Rzewuskiego w Krakowie
121. Muzeum Okręgowe w Suwałkach
122. Muzeum Gdańska
123. Muzeum Romantyzmu w Opinogórze